# Hank Mobley
 (avril 2021).
Si vous disposez d'ouvrages ou d'articles de référence ou si vous connaissez des sites web de qualité traitant du thème abordé ici, merci de compléter l'article en donnant les références utiles à sa vérifiabilité et en les liant à la section « Notes et références ».
Pour les articles homonymes, voir Mobley.
Henry « Hank » Mobley, né le 7 juillet 1930 à Eastman (Géorgie) et mort le 30 mai 1986 à Philadelphie (Pennsylvanie), est un saxophoniste de hard bop américain. Il jouait du saxophone ténor dans un style à mi-chemin entre l'agressivité de John Coltrane et la douceur de Stan Getz, c'est-à-dire avec un jeu subtil et mélodique. Il a, entre autres, accompagné Dizzy Gillespie, Max Roach, Art Blakey, Horace Silver, Kenny Dorham, Lee Morgan, Jimmy Smith, Sonny Clark, Herbie Hancock et Miles Davis.

## Biographie
Ayant déjà l'expérience de musicien professionnel avec un groupe de R&B, et avec une virtuosité acquise, Mobley est apparu sur la scène new-yorkaise de jazz aux environs de 1950. Il est rapidement apprécié dans les clubs de New York, et trouve sa place dans le groupe d'Art Blakey qui portera plus tard le nom des Jazz Messengers.  Certainement formé et influencé par la tradition bop de Parker/Gillespie, son style est un hard bop teinté de funk et de bossa. Dans les années 1950-60 Mobley était un des saxophonistes les plus enregistrés sous l'étiquette Blue Note. Il est également l'auteur de nombreuses compositions de l'époque, dont peu sont connues aujourd'hui, et il a même effectué un passage assez bref dans l'orchestre de Duke Ellington dans les années 1950. Des solos de Mobley dans ce cadre ne seraient pas enregistrés/connus. Bien qu'apparemment dans l'ombre des ténors « géants » de l'époque (par exemple Coltrane, Rollins, Getz, Dexter Gordon), la popularité de Mobley n'a cessé de croître vers 1960, et certains diront que l'apogée de sa carrière intervient lors de son engagement dans l'orchestre de Miles Davis en 1959-60. De ce groupe existe un album (2 CD) intitulé Friday/Saturday Night at The Blackhawk, enregistrement live de ce club de San Francisco. Il quittera bientôt Miles, et vers 1970 il enregistre moins que pendant les années 1950. Des années 1970 il faut mentionner l'album Thinking of Home. Mobley souffrait d'une maladie pulmonaire qui progressivement l'a empêché de poursuivre sa carrière de musicien.

## Discographie

### Commeleader
- Hank Mobley Quartet (1955)
- The Jazz Message of Hank Mobley (1956)
- Mobley's Message (1956)
- Mobley's 2nd Message (1956)
- Jazz Message #2 (1957)
- Hank Mobley Sextet (1957)
- Hank Mobley and His All Stars (1957)
- Hank Mobley Quintet (1957)
- Hank (1957)
- Hank Mobley (1957)
- Curtain Call (1957)
- Poppin' (1957)
- Peckin' Time (1958)
- Soul Station (1960)
- Roll Call (1960)
- Workout (1961)
- Another Workout (1961)
- No Room for Squares (1963)
- Straight No Filter (1963)
- The Turnaround (1965)
- Dippin' (1965)
- A Caddy For Daddy (1965)
- A Slice of The Top (1966)
- Hi Voltage (1967)
- Third Season (1967)
- Far Away Lands (1967)
- Reach Out (1968)
- The Flip (1969)
- Thinking of Home (1970)
- Breakthrough (1972)

### En tant que sideman
avec Art Blakey's Jazz Messengers
- At the Cafe Bohemia, Vol. 1 (Blue Note, 1955)
- At the Cafe Bohemia, Vol. 2 (Blue Note, 1955)
- Art Blakey with the Original Jazz Messengers|The Jazz Messengers (Columbia, 1956)
- Originally (Columbia, 1956 [1982])
- At the Jazz Corner of the World (Blue Note, 1959)

avec Kenny Burrell
- All Night Long (Prestige, 1956)
- K. B. Blues (Blue Note, 1957)

avec Donald Byrd
- Byrd's Eye View (Transition, 1955)
- Byrd in Flight (Blue Note, 1960)
- A New Perspective (Blue Note, 1963)
- Mustang! (Blue Note, 1966)
- Blackjack (Blue Note, 1967)

avec Sonny Clark
- Dial "S" for Sonny (Blue Note, 1957)
- My Conception (Blue Note, 1959)

avec John Coltrane, Zoot Sims & Al Cohn
- Tenor Conclave (Prestige, 1956)

avec Miles Davis
- Someday My Prince Will Come (Columbia, 1961)
- In Person Friday and Saturday Nights at the Blackhawk, Complete|The Complete Blackhawk (Columbia, 1961)
- Miles Davis at Carnegie Hall (Columbia, 1961)

avec Kenny Dorham
- Afro-Cuban (Blue Note, 1955)
- Whistle Stop (Blue Note, 1961)

avec Kenny Drew
- This Is New (Riverside, 1957)
- Undercurrent (Blue Note, 1960)

avec Art Farmer
- Farmer's Market (New Jazz, 1956)

avec Curtis Fuller
- The Opener (Blue Note, 1957)
- Sliding Easy (United Artists, 1959)

avec Dizzy Gillespie
- Afro (Norgran, 1954)
- Dizzy and Strings (Norgran, 1954)
- Jazz Recital (Norgran, 1955)

avec Grant Green
- I Want to Hold Your Hand (Blue Note, 1965)

avec Johnny Griffin
- A Blowin' Session (Blue Note, 1957)

avec Herbie Hancock
- My Point of View (Blue Note, 1963)

avec Freddie Hubbard
- Goin' Up (Blue Note, 1960
- Blue Spirits (Blue Note, 1965)

avec J. J. Johnson
- The Eminent Jay Jay Johnson Volume 2 (Blue Note, 1955)

avec Elvin Jones
- Together! (Atlantic, 1961) avec Philly Joe Jones
- Midnight Walk (Atlantic, 1966)

avec Lee Morgan
- Introducing Lee Morgan (Savoy, 1956)
- Lee Morgan Sextet (Blue Note, 1957)
- Cornbread (Blue Note, 1965)
- Charisma (Blue Note, 1966)
- The Rajah (Blue Note, 1966)

avec Dizzy Reece
- Star Bright (Blue Note, 1959)

avec Freddie Roach
- Good Move! (Blue Note, 1963)

avec Rita Reys
- The Cool Voice of Rita Reys (Columbia, 1956)

avec Max Roach
- The Max Roach Quartet featuring Hank Mobley (Debut, 1954)
- Max Roach + 4 (EmArcy, 1957)
- The Max Roach 4 Plays Charlie Parker (EmArcy, 1957)
- MAX (Argo, 1958)

avec Archie Shepp
- Yasmina, a Black Woman (BYG Actuel, 1969)
- Poem for Malcolm (BYG, 1969)

avec Horace Silver
- Horace Silver and the Jazz Messengers (Blue Note, 1956)
- Silver's Blue (Columbia, 1956)
- 6 Pieces of Silver (Blue Note, 1956)
- The Stylings of Silver (Blue Note, 1957)

avec Jimmy Smith
- A Date with Jimmy Smith Volume One (Blue Note, 1957)
- A Date with Jimmy Smith Volume Two (Blue Note, 1957)

avec Julius Watkins
- Julius Watkins Sextet (Blue Note, 1955)